# Shrivenham
Shrivenham è un villaggio e parrocchia civile dell'Inghilterra, appartenente alla contea dell'Oxfordshire.